# 돈 텔 마마
《돈 텔 마마》(Don't Tell Mama)는 한국에서 제작된 김서진 감독의 2003년 영화이다. 김송이 등이 주연으로 출연하였고 김용진 등이 제작에 참여하였다.

## 출연

### 주연
- 김송이
- 류종화
- 엄옥란

## 기타
- 음향: 최은진
- 동시녹음: 김세랑
- 미술: 김민숙